# Pelle Holmberg (gitarrist)
Per "Pelle" Holmberg, född 19 november 1982 i Karlskrona, är en svensk gitarrist.
Holmberg är uppvuxen i Karlskrona men är numera bosatt i Åkarp. Han tog examen från Musikhögskolan i Malmö 2007 och fortsatte studierna på Musicians Institute i Los Angeles. Han arbetar som frilansande musiker och gitarrlärare på Musikhögskolan i Malmö, Furuboda Folkhögskola och Söderslättsgymnasiet i Trelleborg
Pelle Holmberg är frontman och skapare av det instrumentala fusion/blues/funk-bandet Pelle Holmberg Group aka "PHG", som släppte sin debutskiva 2011. PHG släppte sin uppföljare "Ghost Ship" i februari 2015 som följdes upp med en turné i Sverige och Finland.
Holmberg är också verksam i bluesbandet HPD 'hopplockade delar' som under de senaste åren setts på olika jazz- och bluesfestivaler. De har kompat Nils Landgren och Bill Öhrström med flera.
Som frilansande musiker har han spelat med artister som Lasse Holm, Amy Diamond, Jay Smith, Samuel Ljungblahd, Lili och Susie, Anne-Lie Rydé, Jan Johansen, Oscar Zia, Nils Landgren, Magnus Carlsson, Andreas Lundstedt, Anna Book, Erik Segerstedt, Bröderna Rongedal, Linda Bengtzing, Emil Sigfridsson, Jojje Wadenius med flera.
Han är gift sedan augusti 2009 och har två döttrar.

## Diskografi
- 2005 - Lukas Wägbo - Efterlyst på radion
- 2007 - Lukas Wägbo - Helt perfekt
- 2009 - Helle - Barking up the wrong tree
- 2011 - PHG - Pelle Holmberg Group
- 2012 - Eva Maria Junker - Where spiders sleep
- 2013 - Jay Smith - King of man
- 2014 - Markus Helander - Twister
- 2015 - Pelle Holmberg Group - Ghost Ship
- 2015 - Berg - Sweet & Low Down